# Richard Schrader (Politiker)
Richard Schrader (* 10. Juni 1911 in Bremen; † 13. Mai 1985 in Unna) war ein deutscher Politiker der CDU. Er war Bürgermeister der Stadt Unna.

## Leben und Beruf
Schrader lebte in seiner Jugendzeit in Unna, da sein Vater evangelischer Theologe und Pfarrer in der Stadtkirchengemeinde Unna war. Von 1932 an studierte er an der Technischen Hochschule in Danzig, wo er den Abschluss als Diplom-Ingenieur machte. In Danzig fand er Arbeit  und gründete dort eine Familie. Nach Kriegsende kehrte er als Vertriebener nach Unna zurück und engagierte sich dort in der evangelischen Kirchengemeinde. Am 13. Mai 1985 starb Richard Schrader im Alter von 73 Jahren.

## Politik
Schrader trat nach dem Zweiten Weltkrieg in die CDU ein. Er war in der ersten Unnaer Stadtvertretung im September 1946 stellvertretender Bürgermeister. Am 2. November 1948 wurde er bei den Kommunalwahlen zum Bürgermeister der Stadt Unna gewählt, dessen Amt er bis zum 5. Dezember 1952 innehatte. 
Für seine  außerordentlichen Verdienste um die Stadt Unna wurde Richard Schrader mit dem  Ehrenring der Stadt ausgezeichnet.